# Río Corneja
Río Corneja är ett vattendrag i Spanien.   Det ligger i provinsen Provincia de Ávila och regionen Kastilien och Leon, i den centrala delen av landet, 150 km väster om huvudstaden Madrid.